# Aleksandra Czudina
Aleksandra Georgijewna Czudina ros. Александра Георгиевна Чудина (ur. 6 listopada 1923 we wsi Kramskoje w obwodzie tulskim, zm. 28 października 1990 w Moskwie) – rosyjska lekkoatletka oraz siatkarka, która startowała w barwach Związku Radzieckiego.

## Kariera
W roku 1952 uczestniczyła w igrzyskach olimpijskich, które odbywały się w Helsinkach. Zawodniczka startowała wówczas w konkursie skoku wzwyż (brązowy krążek), skoku w dal (srebrny krążek) oraz rzutu oszczepem (srebrny medal). W ciągu swojej kariery wywalczyła także trzy krążki mistrzostw Europy – na mistrzostwach Europy w 1946 w Oslo zdobyła srebrny medal w skoku wzwyż, a podczas czempionatu w Bernie (1954) zdobyła złoto w pięcioboju oraz srebro w skoku w dal.
22 maja 1954 podczas zawodów w Kijowie Czudina rezultatem 1,73 ustanowiła nowy rekord świata w skoku wzwyż.
Wielokrotna reprezentantka Związku Radzieckiego w siatkówce. Razem z drużyną ZSRR zdobyła trzy tytuły mistrzyni świata (Moskwa 1952, Paryż 1956 oraz Brazylia 1960). Drużyna z Czudiną w składzie sięgała także czterokrotnie po mistrzostwo Europy (w 1949, 1950, 1951 oraz 1958).